# Търговски център
Търговски център или мол (псевдоанглизицъм от американски английски: shopping mall) е комплекс от една или повече търговски сгради със свързани магазини, планиран и управлявани от един собственик. Той е сравнително ново явление, станало възможно с напредването на индустриализацията и замогването на населението, появило се в края на 19 и началото на 20 век и постепенно разпространило се в останалите индустриални страни, а по-късно и в по-слабо развитите икономики по целия свят. В края на 20 век, към, търговските центрове често започват да се добавят кина и ресторанти.
Според определението на Международната асоциация на търговските центрове (Internatinal Council of Shopping Centers)  търговски център в Европа е група от търговски помещения в една или повече сгради, които са планирани, развити и управлявани като един имот с един собственик, имат с минимум 5000 m² брутна отдаваема площ (БОП) и собствен паркинг. Заради практиката магазини в търговски центрове да се продават обособено в България критерият за собствеността невинаги може да бъде приложен.
В България търговски центрове масово се появяват през 1960-те и 1970-те години, когато се използва понятието универсален магазин (градски универсален магазин – ГУМ).
Търговските центрове се делят на традиционни (молове, търговски центрове по главни търговски улици) и специализирани (търговски паркове, аутлети, тематични центрове), и се категоризират допълнително според обема на БОП като малки (5 – 20 хил. m²), средни (20 – 40 хил. m²), големи (40 – 80 хил. m²) и много големи (над 80 хил. m²).

## България
В България първият търговски център – ЦУМ – е построен през 1957 г. и до 1998 г. функционира като универсален магазин, в който се предлагат стоки от голям брой продуктови групи – конфекция, парфюмерия, козметика, електроника и други, а след реконструкция през 2000 г. е открит отново вече като търговски център, който приютява магазини на различни марки и вериги.
За първи български мол от съвременен тип (с магазини, заведения, хранителен хипермаркет, кино, паркинги, услуги и забавления) е откритият на 12 май 2006 г. City Center Sofia, в София. Около месец по-късно на 9 юни 2006 г. открива врати Mall of Sofia и след тях врати отварят молове в почти всички големи градове в страната, най-големите от които се намират в София (The Mall – с БОП 66 хил. m²) и Варна (Grand Mall – 50 хил. m²). Обаче на 28 март 2013 г. в София се открива Paradise Center, като изпреварва The Mall със своите 80 хил. m² и става най-големият мол в София.